# Jette Hansen (Fußballspielerin)
Jette Hansen (* 17. November 1953) ist eine ehemalige dänische Fußballspielerin und 33-malige Nationalspielerin.

## Karriere

### Verein
Hansen spielte zunächst und bis August 1985 für den in der Kommune Rødovre ansässigen Rødovre Boldklubben Vereinsfußball. Anschließend war sie bis Ende 1986 für den in Nakskov in der Kommune Lolland auf der gleichnamigen Insel ansässigen Nakskov Boldklubben und im Spieljahr 1987 für den in Odense auf der Insel Fünen ansässigen Boldklubben 1909 aktiv. 

### Nationalmannschaft
Hansen bestritt in acht Jahren 33 Länderspiele für die Nationalmannschaft. Sie debütierte als Nationalspielerin für die DBU am 10. Juli 1980 in Hovås, einem Stadtviertel von Göteborg, beim 4:0-Sieg über die Nationalmannschaft Norwegens. Es war das erste von drei Spielen im Turnier um die Nordische Meisterschaft, in denen sie eingesetzt wurde und das einzige, in dem ihr ein Tor gelang. Die weiteren Turnierspiele am 11. und 13. Juli gegen die Nationalmannschaften Finnlands und Schwedens endeten 1:1 und 2:2 unentschieden. 1981 und 1982 kam sie in jeweils drei weiteren Turnierspielen zum Einsatz und gewann das Turnier, das 1982 zum letzten Mal ausgetragen wurde.
Des Weiteren bestritt sie acht Länderspiele, die in Freundschaft stattfanden, elf EM-Qualifikationsspiele (4 Gruppe 4 1982/83, 5 Gruppe 1 1985, 2 Gruppe 1 1987) sowie vier Spiele der vom 19. bis zum 24. August 1985 in Italien ausgetragenen Mundialito („Kleine Weltmeisterschaft“) und eins im internationalen Turnier in Japan (1:0 vs. England, am 9. September 1981 in Tokio).

## Erfolge
- Dritter Mundialito 1985
- Nordischer Meister 1982